# 宮崎賀乃子
宮崎 賀乃子（みやざき かのこ）は、日本のチェンバロ奏者。

## 略歴
石川県出身。2000年4月千葉大学教育学部小学校教員養成課程入学、2004年中退。東京芸術大学音楽学部器楽科古楽チェンバロ専攻卒業。チェンバロを辰巳美納子・鈴木雅明に、通奏低音を大塚直哉に師事。卒業と同時にアカンサス音楽賞、同声会新人賞受賞。ケルン音楽大学チェンバロ・ソロ科を卒業。チェンバロ・通奏低音をシェティル・ハウグサンに、室内楽をコンラート・ユングヘーネルに師事。平成22年度文化庁新進芸術家海外研修派遣員、東京芸術大学音楽学部古楽科助手、日本チェンバロ協会会員。